# Бештелсиз
„Бештелсиз“ (на турски: Beştelsiz) е квартал на Истанбул, разположен в околия Зейтинбурну. Общата му площ е 0,58 км2. Според данни на Адресната система за регистриране на населението (ABPRS) към 2023 г. населението на „Бештелсиз“ е 20 590 жители.